# Барденс, Питер
Питер Барденс (англ. Peter Bardens; 19 июня 1944 — 22 января 2002) — британский клавишник, один из основателей прог-рок-группы Camel. Он играл в основном на синтезаторе и меллотроне и написал большинство произведений группы (обычно в соавторстве с гитаристом Эндрю Латимером).
Барденс родился в Вестминстере (Лондоне) в семье Денниса Барденса (англ.), романиста и биографа, и вырос в Ноттинг-Хилле. Изучал изобразительное искусство в Школе искусств имени Бьяма Шоу (англ.), затем обучался игре на фортепиано, а впоследствии переключился на орган Хаммонда после прослушивания у Джимми Смита.
Питер покинул Camel в 1978 году и занялся сольной карьерой, которая привела его к электронной музыке. В 1984 году по приглашению Колина Бланстоуна стал членом проекта Keats. В конце 1980-х — начале 1990-х он выпустил несколько электронных альбомов, из которых определённую известность приобрёл альбом 1986 года Seen One Earth.
В 1994 году создал группу Mirage, в которую также вошли: партнёр по Camel, барабанщик Энди Уорд, братья Пай и Джимми Хастингс из Caravan, и Дейв Синклер, поигравший в 1970-е годы в обеих группах. Группа Mirage не выпустила студийных альбомов, но записала концертный альбом во время краткосрочного турне по Великобритании и Нидерландам. После ухода остальных музыкантов, переформировал группу в Pete Bardens' Mirage и записал ещё один концертный альбом в 1996 году.
До Camel у Барденса была группа Peter B’s Looners (или просто Peter B’s) включавшая несколько музыкантов, которые впоследствии образовали Fleetwood Mac, в том числе Мик Флитвуд и Питер Грин.
Барденс умер от рака в Малибу (штат Калифорния) в возрасте 57 лет. В 2002 году группа Camel выпустила посвящённый ему альбом A Nod And A Wink.

## Дискография

### Сольные студийные альбомы
- 1970 год — The Answer
- 1971 год — Write My Name In The Dust
- 1976 год — Vintage 69
- 1979 год — Heart To Heart
- 1987 год — Seen One Earth
- 1988 год — Speed Of Light
- 1989 год — Peter Bardens
- 1991 год — Water Colors
- 1993 год — Further Than You Know
- 1995 год — Big Sky
- 2000 год — Speed Of Light: Live
- 2002 год — Art Of Levitation
- 2002 год — Live: Germany 1996
- 2005 год — Write My Name In The Dust: Anthology

### В составе группы Camel
- Camel (1973)
- Mirage (1974)
- The Snow Goose (1975)
- Moonmadness (1976)
- Rain Dances (1977)
- Breathless (1978)
- The Single Factor (1982) (гостевое участие)

### Синглы
- 1971 — «Homage to the God of Light»
- 1987 — «In Dreams»
- 1988 — «Gold»
- 1988 — «Whisper in the Wind»
- 1991 — «A Higher Ground»